# گرگ کرستین
گرگوری آلن «گرگ» کرستین (انگلیسی: Greg Kurstin؛ زادهٔ ۱۴ مهٔ ۱۹۶۹) آهنگساز، ترانه‌سرا و نوازنده آمریکایی است. او تاکنون سه بار برنده جایزه آیور نوولو و ۱۰ بار نامزد جایزه گرمی از جمله آهنگساز سال در سال‌های ۲۰۱۰، ۲۰۱۴ و ۲۰۱۷ شده است.